# Ariel da Silva Rodrigues
Ariel da Silva Rodrigues (Jacareí, 7 de setembro de 1998) é um jogador brasileiro de rúgbi que atualmente defende a Poli Rugby.

## Carreira

### Jacarei Rugby
Revelado nas categorias de base do Jacareí Rugby , Ariel Rodrigues foi um dos principais jogadores dos jacarés na conquista do campeão brasileiro de sevens em 2017 e de XV em 2017. Suas atuações pelo clube do Vale do Paraiba o fizeram chegar na Seleção Brasileira de Rugby Union e Rugby Sevens. No fim de 2018, o atleta jacareiense acertou sua transferência para a Poli Rugby.

### Poli Rugby
Ariel estreou pela Poli durante o Campeonato  Paulista 2019 em partida contra o Band Saracens. Na ocasião, o ponta conseguiu anotar nada mais nada menos do que cinco tries pelos ratos.

## Estatísticas
Em atualização 

### Clubes
| Equipe            | Temporada         | Campeonatos estaduais XV [a] | Campeonatos estaduais XV [a] | Campeonatos estaduais XV [a] | Campeonatos estaduais XV [a] | Campeonato nacional XV [b] | Campeonato nacional XV [b] | Campeonato nacional XV [b] | Campeonato nacional XV [b] | Outros torneios | Outros torneios | Outros torneios | Outros torneios | Total | Total  | Total | Total      |
| Equipe            | Temporada         | Jogos                        | Pontos                       | Tries                        | Conversões                   | Jogos                      | Pontos                     | Tries                      | Conversões                 | Jogos           | Pontos          | Tries           | Conversões      | Jogos | Pontos | Tries | Conversões |
| ----------------- | ----------------- | ---------------------------- | ---------------------------- | ---------------------------- | ---------------------------- | -------------------------- | -------------------------- | -------------------------- | -------------------------- | --------------- | --------------- | --------------- | --------------- | ----- | ------ | ----- | ---------- |
| Jacareí           | 2016              |                              |                              |                              |                              | 3                          | 15                         | 3                          | 0                          |                 |                 |                 |                 | 3     | 15     | 3     | 0          |
| Jacareí           | 2017              |                              |                              |                              |                              | 7                          | 10                         | 0                          | 0                          |                 |                 |                 |                 | 7     | 10     | 0     | 0          |
| Jacareí           | 2018              | 0                            | 0                            | 0                            | 0                            | —                          | —                          | —                          | —                          | —               | —               | —               | —               | 0     | 0      | 0     | 0          |
| Jacareí           | Total             | 0                            | 0                            | 0                            | 0                            | 10                         | 25                         | 3                          | 0                          | 0               | 0               | 0               | 0               | 10    | 25     | 3     | 0          |
| Total na carreira | Total na carreira | 0                            | 0                            | 0                            | 0                            | 10                         | 25                         | 3                          | 0                          | 0               | 0               | 0               | 0               | 10    | 25     | 3     | 0          |

- a. ^ Em Campeonatos Estaduais, incluindo jogos e pontos do Campeonato Paulista.
- b. ^ Em Campeonatos Nacionais XV, incluindo jogos e pontos da Taça Tupi, Super 8, Super 10 e Super 16.

### Seleção Brasileira
| Ano   |       |        |       |            |       |
| Ano   | Jogos | Pontos | Tries | Conversões | Média |
| ----- | ----- | ------ | ----- | ---------- | ----- |
| 2018  | 0     | 0      | 0     | 0          | 0     |
| Total | 0     | 0      | 0     | 0          | 0     |

## Títulos

### Jacareí Rugby
- Campeonato Brasileiro: 2017[5]

- Campeonato Brasileiro 7's: 2017[6]

### Poli Rugby
- Campeonato Brasileiro: 2022
- Campeonato Paulista: 2022

### Prêmios Individuais
- Prefeitura de Jacarei - Atleta Destaque Rugby: 2011
- Prêmio Romulo Rambaldi - Destaque M19 Masculino: 2016
- Prêmio Romulo Rambaldi - Atleta do Ano: 2017[7]
- Brasil Rugby - Melhor Atleta Juvenil Masculino: 2017